# Siphloplecton
Genre
Siphloplecton est un genre d'insectes appartenant à l'ordre des éphéméroptères.

## Liste d'espèces
Selon ITIS :
- Siphloplecton basale (Walker, 1853)
- Siphloplecton brunneum Berner, 1978
- Siphloplecton costalense Spieth, 1938
- Siphloplecton fuscum Berner, 1978
- Siphloplecton interlineatum (Walsh, 1863)
- Siphloplecton simile Berner, 1978
- Siphloplecton speciosum Traver, 1932